# Grb Andore
Grb Andore postoji već stoljećima, a u ovom obliku je službeno prihvaćen 1969. godine.
Ponekad se navodi kao primjer grba u kojem se krši pravilo boje u heraldici.

## Dijelovi štita
- Gornji lijevi dio: biskupska mitra-simbol urgelske biskupije
- Gornji desni dio: tri crvene vertikalne boje na zlatnoj pozadini-simbol era
- Donji lijevi dio: četiri crvene linije na zlatnoj podlozi-simbol Aragona
- Donji desni dio: dvije crvene krave u prolazu na zlatnoj podlozi-simbol Berna